# Mauro Halfeld
Mauro Halfeld é um engenheiro, professor e gestor de investimentos.

## Biografia
É graduado em Engenharia Civil pela Universidade Federal de Juiz de Fora (1987), mestre em Engenharia de Produção (especialidade: Finanças e Avaliação de Investimentos), pela Pontifícia Universidade Católica do Rio de Janeiro (1991), e doutor em Administração (especialidade: Administração Financeira) pela Universidade de São Paulo (1996) e Stern School of Business da New York University. Realizou também pós-doutorado no Departamento de Finanças do MIT Sloan School of Management (1997/1998).
Foi professor-doutor do Departamento de Engenharia de Produção da Escola Politécnica e do Departamento de Administração da FEA da Universidade de São Paulo e, desde 2000, é professor titular da Universidade Federal do Paraná em Curitiba (PR).
Halfeld notabilizou-se por seu programa diário CBN Dinheiro, coluna exibida nos noticiários da rádio de notícias, por sua coluna no jornal O Globo e na revista Época, através dos quais contribuiu para a popularização do mercado de ações e do Tesouro Direto - uma iniciativa do Tesouro Nacional que consiste na venda direta de títulos da dívida pública brasileira a pessoas físicas. Seu livro Investimentos lançado em 2001 chegou ao primeiro lugar nos rankings da Veja, Época e Exame.
O programa de Halfeld na CBN foi eleito por mais de 50 mil jornalistas como o mais admirado do rádio brasileiro (Economia e Finanças) em 2016 e em 2017. Em novembro de 2017, Mauro Halfeld foi o vencedor do Prêmio Especialistas na categoria Economia e Finanças.
Mauro Halfeld é reconhecido pela sua grande capacidade de antever os ciclos econômicos. Ele previu com precisão o início do boom nas ações na Bovespa (a partir de 2003) e nos imóveis (a partir de 2004). Ao mesmo tempo, alertou corretamente sobre o fim desses ciclos em 2008 e em 2010 respectivamente.
Em 29 de novembro de 2021, Mauro Halfeld deixou a CBN após 18 anos para montar a Autêntico Capital, gestora de fundos.

## Obra
- Investimentos - Como Administrar Melhor Seu Dinheiro (indicado ao Prêmio Jabuti de Literatura). São Paulo: Fundamento Educacional, 2001.[2]
- Seu Imóvel - Como comprar bem. São Paulo: Fundamento, 2002.
- Seu Dinheiro. São Paulo: Fundamento, 2004.[3]
- Patrimônio - Para você ganhar mais e viver melhor. Globo, 2009.[4]
- Como Ganhar Mais Com Seu Dinheiro, 2013;[5]